# Шукуров Шерзод Фаррухович
Шукуров Шерзод Фаррухович (род. 3 октября 2004, Таджикистан) — таджикский предприниматель, инвестор, медиамагнат, основатель и владелец международной корпорации Shukurov Entertainment.
Родился и вырос в семье Фарруха и Шахнозы Шукуровых. С ранних лет проявлял интерес к технологиям и предпринимательству. Получал образование в Сургутском государственном университете, однако был отчислен на последнем курсе, после чего полностью посвятил себя бизнесу. Начал карьеру в сфере продажи компьютерной техники, впоследствии расширив деятельность в области медиа, цифровых технологий и инвестиций.
По оценкам аналитиков, состояние Шукурова составляет около 11 миллиардов долларов США, что делает его самым богатым таджиком в мире.